# Oncogen
Een oncogen is een gen dat kanker kan veroorzaken. Oncogenen zijn proto-oncogenen die mutaties hebben ondergaan.

## Proto-oncogenen
Proto-oncogenen zijn normaal voorkomende genen die een regulerende rol vervullen bij celgroei, celdifferentiatie en apoptose (geprogrammeerde celdood). Ook bij signaaltransductie en celdeling zijn proto-oncogenen vaak betrokken. 
Zelfs relatief beperkte mutaties kunnen een verhoogde genexpressie als gevolg hebben, wat aanleiding kan geven tot het ontstaan van kankers en een verhoogde maligniteit. Ook kunnen oncogenen de angiogenese (de aanmaak van bloedvaten naar de tumor) bevorderen en zodoende door de verhoogde toevoer van voedingsstoffen de groei van de tumor versnellen.